# Morue de Murray
Maccullochella peelii
Espèce
Statut de conservation UICN

 LC  : Préoccupation mineure
Répartition géographique
La morue de Murray (Maccullochella peelii peelii) est un gros et impressionnant poisson carnassier des eaux douces australiennes. C'est le plus gros poisson d'eau douce australien et l'un des plus gros poissons d'eau douce du monde. C'est une image emblématique de la faune australienne.
Son nom vient du scientifique australien McCulloch (= Maccullochella) qui l'a décrit et du nom de la rivière Peel (= peeli) où il a été trouvé pour la première fois. Son nom est ensuite devenu M. peelii peelii pour différencier cette espèce de la "morue de la Mary River" qui est considérée comme une autre sous-espèce.